# Mandarín estándar

El mandarín estándar, también conocido como mandarín estándar moderno, chino estándar, chino mandarín o simplemente mandarín, es la variedad estándar del idioma mandarín, que a su vez es la principal de las lenguas siníticas que se conocen conjuntamente como idioma chino. Alrededor del 80% de los habitantes de China la usan, como primera o segunda lengua.
El mandarín estándar es el idioma oficial de la República Popular China y uno de los cuatro idiomas oficiales de Singapur, además es el idioma oficial de facto de las regiones autónomas de Hong Kong y Macao y de la República de China (Taiwán). También es la variante oficial en la Asociación de Naciones del Sudeste Asiático, la Organización de Cooperación de Shanghái y las Naciones Unidas. Su pronunciación se basa en el dialecto pekinés, que es solo una de las muchas variantes del mandarín, un grupo grande y diverso de dialectos chinos hablados nativamente al norte y al sudoeste de China.
El mandarín estándar es oficialmente conocido como:
- Pǔtōnghuà (chino tradicional: 普通話; chino simplificado: 普通话, literalmente: «lengua común») en la República Popular de China;
- Guóyǔ (chino tradicional: 國語; chino simplificado: 国语, literalmente: «idioma nacional») en la República de China (Taiwán); o
- Biāozhǔn Huáyǔ (chino tradicional: 標準華語; chino simplificado: 标准华语, literalmente: «Idioma chino estándar» en un sentido cultural) en Malasia y Singapur.

Los tres términos son usados indistintamente en comunidades chinas de todo el mundo.
Solo existen dos normativas distintas de mandarín: el llamado pǔtōnghuà en la República Popular China y el guóyǔ en Taiwán. Hay pequeñas diferencias entre los dos en pronunciación y vocabulario; por otra parte, el pǔtōnghuà se escribe con caracteres chinos simplificados, mientras que el guóyǔ se escribe con caracteres chinos tradicionales.

## El mandarín estándar en la educación
Tanto en la República Popular China como en Taiwán (República de China), el chino estándar se enseña por inmersión desde la educación elemental. Después del segundo curso, toda la educación se realiza en este idioma, excepto las clases de lengua local que se llevan a cabo durante unas pocas horas semanales en Taiwán desde mediados de los años 1990.